# Trap (Saint Jhn)
Trap è un singolo del rapper statunitense Saint Jhn, pubblicato il 1º marzo 2019 come primo estratto dal secondo album in studio Ghetto Lenny's Love Songs.
Il brano vede la partecipazione del rapper statunitense Lil Baby.

## Video musicale
Il video musicale è stato reso disponibile il 25 giugno 2019.

## Tracce
Testi e musiche di Carlos St. John e Lee Stashenko.
Download digitale, streaming
1. Trap (feat. Lil Baby) – 3:04

Download digitale, streaming – Rompasso Remix
1. Trap (Rompasso Remix) – 2:48

## Formazione
- Saint Jhn – voce
- Lil Baby – voce aggiuntiva
- Fallen – produzione
- Brian "Big Bass" Gardner – mastering
- Roark Bailey – missaggio